# 法政大学体育会アメリカンフットボール部
法政大学体育会アメリカンフットボール部（ほうせいだいがくたいいくかいアメリカンフットボールぶ、英語: Hosei Univ. American Football Team）は、法政大学体育会に所属する法政大学のアメリカンフットボールチームである。愛称は、法政大学オレンジ（英語: Hosei Univ. Orange）。1935年に創部された。関東学生アメリカンフットボール連盟1部リーグTOP8に所属しており、伝統的に攻撃的なチームである。チームカラーは 暁オレンジ、 青空ブルー
なお、2016年度まではトマホークスが愛称であった。トマホークがインディアンの使用する斧の名称であるため、人種差別問題を未然に回避するために改称されたものである。愛称の変更に伴いユニフォームとヘルメットのデザインも変更された。

## 成績
- 関東リーグ戦 優勝21回 (1972-1973，1992，1994-2001，2003-2006，2008-2009，2012, 2021,2023,2024)
- 甲子園ボウル 優勝5回 (1972，1997，2000，2005-2006)
  - 東西大学王座決定戦 出場15回(1972-1973，1992，1994-2001，2003-2006，2008)／優勝5回※

※両校優勝1回(1997年対関西学院大学）を含む。
- 全日本大学選手権大会・決勝戦 出場3回(2009，2012, 2024)

- TOKYO BOWL　東西大学対抗戦 出場3回(2014,2017,2019)／勝利2回

- ライスボウル 出場5回

## 定期戦・交流戦

### 定期戦
- 対関西大学（1948開始）対戦成績 法政51勝 関西大19勝
- 対日本大学（1969開始-2003年,2019年,2021年-）対戦成績 法政11勝 日大24勝 3引分

### 交流戦
- ヨコハマボウル 出場8回 通算成績6勝2敗
  - 1993年 法政大学 14-16 立命館大学
  - 1995年 法政大学 30-27 京都大学
  - 1996年 法政大学 27-10 立命館大学
  - 1997年 法政大学 57-25 関西学院大学
  - 1998年 法政大学 27-13 立命館大学
  - 1999年 法政大学 33-22 鹿島ディアーズ
  - 2002年 法政大学 09-42 アサヒビールシルバースター
  - 2006年 法政大学 45-03 関西学院大学

## チーム記録
- 甲子園ボウル連覇 (2005-2006)
- 関東リーグ8連覇 (1994-2001)
- 関東リーグ戦73連勝 (2004-2014)

## ユニフォーム
チームカラーは暁オレンジと青空ブルー。暁オレンジは法政大学のスクールカラーでもあり、生命を支える太陽を象徴している。青空ブルーは、自由の象徴。法政大学オレンジのスタイルの1つである「自由と進歩」（法政大学の理念）を表現している。

## 在籍した主な選手
- 保科進 (創部に貢献し、初代監督兼プレーヤーとして活動。日本アメリカンフットボールの殿堂顕彰者[8])
- 安田秀一 (OL 実業家、2016年法政大学監督、2017年-2022年法政大学オレンジ総監督、2023年法政大学オレンジシニアアドバイザー)[9]
- 井川卓朗(QB 学習院大学ジェネラルズ監督)[10]
- 白木周作 (RB 元オービックシーガルズ所属)
- 中井勇介 (LB 競輪選手)
- 丸田泰裕 (RB 元LIXILディアーズ所属)
- 菅原俊 (QB 元オービックシーガルズ所属)
- 徳田浩至 (DL ブリリアン/with B コージとしてタレント活動(2016年 - ) ワタナベエンターテインメント所属)[11][12]
- 原卓門 (RB 元オービックシーガルズ所属、2021年慶應義塾大学ユニコーンズRBコーチ)
- 栗原嵩 (WR 元IBMビッグブルー所属、2016年-2021年法政大学オレンジWRコーチ　ディンゴ所属)[13]